# Stadio Adriatico – Giovanni Cornacchia
Das Stadio Adriatico – Giovanni Cornacchia ist ein Fußballstadion mit einer Leichtathletikanlage in der italienischen Stadt Pescara; gelegen in der gleichnamigen Provinz in der Region Abruzzen. Den Beinamen erhielt die Sportstätte 2009; er geht auf Giovanni Cornacchia (1939–2008), einem Leichtathlet aus Pescara, zurück. Gegenwärtig bietet die Sportstätte 20.476 Plätze.

## Geschichte
Neben der Leichtathletik wird die Sportstätte hauptsächlich vom Fußballclub Delfino Pescara 1936 als Heimspielstätte genutzt. Das Stadion wurde am 29. Dezember 1955 mit dem Spiel Pescara Calcio gegen Como Calcio eingeweiht. Es ist auch ein Zentrum des Nationalen Olympischen Komitees von Italien (CONI). Der erste Bau des Stadions wurde von Luigi Piccinato entworfen. Es hatte anfangs nur einen Tribünenring rundum und fasste ca. 10.000 Zuschauer.
Während der Olympischen Sommerspiele 1960 fanden drei Spiele des Fußballturniers in Pescara statt.
|                             |   |             |           |
| 26. August 1960, Gruppe A   |   |             |           |
| Jugoslawien                 | – | VA Republik | 6:1 (3:0) |
| 29. August 1960, Gruppe C   |   |             |           |
| Tunesien                    | – | Argentinien | 1:2 (1:1) |
| 1. September 1960, Gruppe D |   |             |           |
| Peru                        | – | Indien      | 3:1 (1:0) |

Im Jahr 1977 stieg Pescara Calcio in die Serie A auf und die Anlage wurde renoviert und mit einem zweiten Tribünenring auf 34.000 Plätze erweitert. Bis 1985 stieg die Kapazität auf 40.000 Plätze. Nach der Katastrophe von Heysel wurden strenge Vorschriften eingeführt und die Platzzahl sank wieder. Das Stadion war als ein Ersatzspielort für die Fußball-Weltmeisterschaft 1990 vorgesehen. Im Jahr 2007 wurden Drehkreuze in den Eingängen installiert.
Zuletzt wurde es von Mitte 2008 bis Mai 2009 für die 16. Mittelmeerspiele 2009 renoviert. In der Arena fanden die Eröffnungs- wie Schlussfeier, Fußball, Leichtathletik und Handisport statt. Der Umbau kostete ca. 15 Mio. €. Die Haupttribüne ist mit einer laminierten Holz-Konstruktion überdacht worden. Die Pressetribüne mit 180 Plätzen wie auch die klimatisierte VIP-Tribüne wurden gebaut. Das Erdgeschoss wurde abgerissen; musste aber nach den alten Plänen von Luigi Piccinato wieder errichtet werden. Eine Videoanlage überwacht Außen- wie Innenraum. Der Naturrasen hat eine Rasenheizung. Dazu gibt es u. a. noch eine Bar und ein Fitnessstudio.

## Tribünen
- V.I.P.-Tribüne: 1.350 Plätze
- Maiella-Tribüne: 3.850
- Adriatica-Tribüne: 5.750 Plätze
- Südkurve: 5.500 Plätze
- Nordkurve: 5.850 Plätze
- Behindertengerechter Bereich: 850 Plätze
- Gästeblock: 1.250 Plätze